# 돔 (건축)

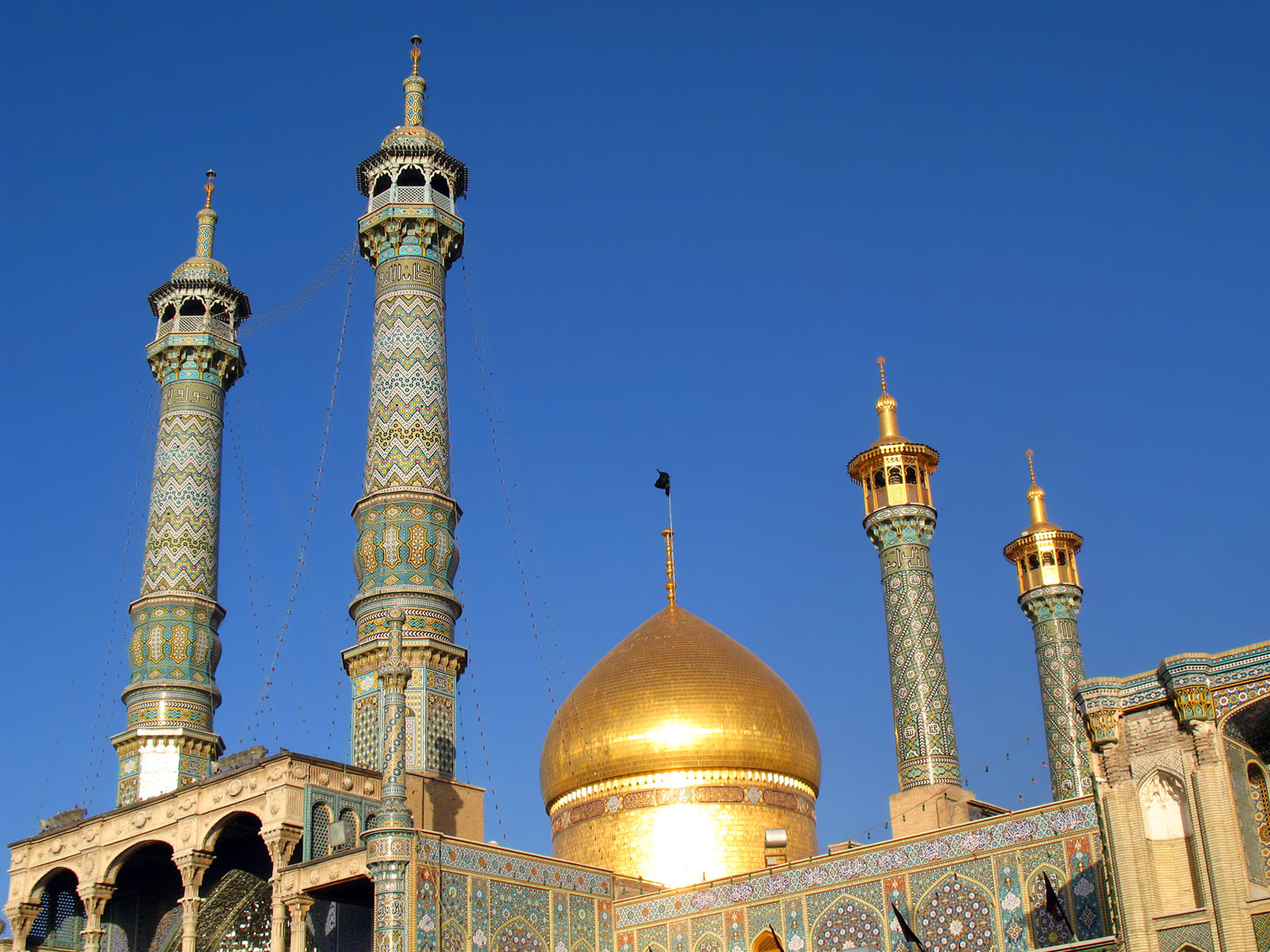
돔

돔(영어: dome)은 반구처럼 생긴 건물 구조를 말한다.

## 유명한 돔
- 판테온(125) - 이탈리아 로마.
- 바위 돔(691) - 이스라엘 예루살렘.
- 성 베드로 성당(1593) - 이탈리아 로마.
- 타지 마할(1653) - 인도 아그라.
- 세인트 폴 성당(1708) - 영국 런던.
- 성 이사악 성당(1858) - 러시아 상트페테르부르크.
- 미국 국회의사당(1850년대) - 미국 워싱턴 DC.
- 도쿄 돔(1988) - 일본 도쿄
- 밀레니엄 돔(2000) - 영국 런던.

## 같이 보기
- 큐폴라
- 궁륭
- 로톤다